# John William Salter
John William Salter (* 15. Dezember 1820; † 2. Dezember 1869) war ein britischer Paläontologe.

## Leben
Salter zeichnete und gravierte ab 1835 für die Mineral Conchology, English Botany und andere Werke von  James de Carle Sowerby und klassifizierte 1842 für Adam Sedgwick Fossilien im Woodwardian Museum in Cambridge (mit Beiträgen zu dessen Katalog der Fossilien des Museums aus dem Kambrium und Silur, erschienen 1873), wobei er Sedgwick auch 1842 bis 1845 auf geologischen Exkursionen in Wales begleitete. 1846 bis 1863 arbeitete er als Paläontologe im Geological Survey von Großbritannien, wobei er sich auf paläozoische Fossilien konzentrierte, speziell aus Wales. Salter litt an Depressionen und war zuletzt in finanziellen Schwierigkeiten. 1869 ertränkte er sich in der Themse.
Er galt zu seiner Zeit als führende Autorität für Trilobiten, wobei er unter anderem die Ordnung Agnostida einführte. Er veröffentlichte Monographien über britische Trilobiten, steuerte den paläontologischen Teil zur Geologie von Nord-Wales von  Andrew Crombie Ramsay (1866) bei und zu Siluria von  Roderick Murchison (1854 und spätere Auflagen). Er war auch ein Pionier in der Entdeckung präkambrischer Fossilien in Großbritannien (Ediacara-Fauna, Longmydian Supergroup, Shropshire).
1846 heiratete er die Tochter Sally von Sowerby, mit der er sieben Kinder hatte.
Nach ihm ist die Saltersche Einbettung (Rudolf Richter 1937) von Trilobiten benannt, einer Fossilüberlieferung, bei der der vordere Teil um 180 Grad gedreht ist (Oberseite nach unten und abgetrennt), Rumpf und Schwanz aber normal mit der Wölbung nach oben überliefert sind. Es wird als Hinweis auf eine Häutung gedeutet und Beleg für eine Überlieferung als Exuvie. Es findet sich nur bei Phacopida aus dem Devon. Das Phänomen wurde erstmals von Salter 1862 beschrieben.

## Schriften
- A Monograph of British Trilobites, Teil 1 bis 4, Palaeontographical Society, London, Monograph, 1864 bis 1867